# تاکاهو (نیوجرسی)
تاکاهو (به انگلیسی: Tuckahoe) یک منطقهٔ مسکونی در ایالات متحده آمریکا است که در آپر، نیوجرسی واقع شده‌است.